# Известия Академии наук Республики Молдова
Изве́стия Акаде́мии нау́к Респу́блики Молдо́ва (рум. Buletinul Academiei de Ştiinţe a Republicii Moldova) — научный журнал Академии наук Республики Молдова.
Серии: «Известия Академии наук Республики Молдова. Математика», «Известия академии наук Республики Молдова. Физика и техника», «Известия академии наук Республики Молдова. Науки о жизни», «Известия академии наук Республики Молдова. Общественные науки».
Издаётся с 1951. В советское время журнал издавался на молдавском и русском языке. Периодичность — 3 раза в год.